# مطار شامبيري
مطار شامبيري أو مطار شامبيري سافوا (بالفرنسية: Aéroport de Chambéry-Savoie) (IATA: CMF، ICAO: LFLB) ، والمعروف أيضًا باسم مطار شامبيري إيكس ليه باين، هو مطار دولي صغير بالقرب من شامبيري، وهي بلدية في سافوا، فرنسا. بدأت الأنشطة التجارية في المطار في عام 1960.